# 4913 Wangxuan
4913 Wangxuan è un asteroide della fascia principale.  Scoperto nel 1965, presenta un'orbita caratterizzata da un semiasse maggiore pari a 2,4432899 UA e da un'eccentricità di 0,1889646, inclinata di 3,04888° rispetto all'eclittica.
L'asteroide è dedicato allo scienziato cinese Wang Xuan considerato dai compatrioti il padre della composizione tipografica laser dei caratteri cinesi.